# Ceracia brachyptera
Ceracia brachyptera là một loài ruồi trong họ Tachinidae.